# ТЕС Кіпеву (конденсаційна)
4°2′23.6″ пд. ш. 39°38′16.5″ сх. д. / 4.039889° пд. ш. 39.637917° сх. д.ТЕС Кіпеву (конденсаційна) — теплова електростанція в Кенії, що до середини 2000-х років діяла в головному порту країни Момбасі.
Перший енергоблок цієї класичної конденсаційної електростанції з паровими турбінами ввели в експлуатацію у 1962 році. У 1971-му став до ладу блок № 6 потужністю 30 МВт, а останнім виявився блок № 7 потужністю 33 МВт, запущений у 1975-му.
Станом на початок 2000-х перші п'ять блоків були виведені в резерв, а у 2004-му демонтовані. Що стосується двох останніх, то котел блоку № 6 не працював з 2001 року через необхідність регламентних робіт, а турбіна блоку № 7 через поломку автомата керування напругою. Як наслідок, станція продовжувала діяти однією турбіною з максимальним навантаженням у 28 МВт. Унаслідок зазначеного вище виробіток ТЕС знизився зі 199 млн кВт·год електроенергії у 1999/2000 фінансовому році до 48 млн кВт·год у 2004/2005.
Тим часом в Момбасі ввели кілька нових теплових станцій — Кіпеву I (1999) та Кіпеву II (2001), які взяли на себе забезпечення регіону. Відносно попередніх потужностей існував проєкт підвищення паливної ефективності шляхом створення парогазової станції комбінованого циклу із газотурбінної ТЕС Кіпеву та парових турбін конденсаційної станції, проте він так і не був реалізований. У підсумку з 2005/2006 року парові турбіни блоків № 6 та № 7 припинили виробіток електроенергії та були виведені в резерв.
У своїй роботі станція спалювала нафтопродукти, а для охолодження використовувалася вода з Індійського океану.